# Glauco Rodrigues Correia
Glauco Rodrigues Correia (Porto Alegre, 12 de julho de 1929 — Florianópolis, 1992) foi um escritor brasileiro.